# 松本泰造
松本 泰造（まつもと たいぞう、1936年〈昭和11年〉2月1日 - ）は、日本の政治家。元和歌山県有田市長（1期）。元和歌山県議会議員（2期）。旭日小綬章受章。

## 経歴
和歌山県出身。1959年（昭和34年）和歌山県立箕島高等学校卒。有田市議会議員、同第26代議長（1988年9月から1989年9月まで）を経て、1995年（平成7年）和歌山県議会議員に当選、2期務める。2000年（平成12年）有田市長選挙に立候補し無投票で当選する。同年9月17日に市長に就任した。2004年（平成16年）の市長選挙に立候補し、再選を目指したが、前市長の玉置三夫に453票差で敗れた。同年9月16日に市長を退任した。2008年秋の叙勲で旭日小綬章を受章。